# Merit Ptah (inslagkrater)
Merit Ptah is een inslagkrater op Venus. Merit Ptah werd in 1994 genoemd naar de Oud-Egyptische Merit-Ptah (±2700 v.Chr.). In 2018 ontdekte men dat deze "eerste vrouwelijke arts" nooit bestaan heeft.
De krater heeft een diameter van 16,5 kilometer en bevindt zich in het quadrangle Niobe Planitia (V-23), ten oosten van Sogolon Planitia en ten zuidwesten van de inslagkrater Adzoba.